# Antoine Philibert Albert Bailly
Pour les articles homonymes, voir Bailly.
 Antoine Philibert Albert Bailly (né à Grésy-sur-Aix  le 1er mars 1605 mort à Aoste le 3 avril 1691) est un ecclésiastique savoyard qui fut évêque d'Aoste de 1659 à 
sa mort.
Bien qu'il ne soit pas originaire de la Vallée d'Aoste, Albert Bailly appartient de plein titre à la culture et à l’histoire valdôtaine comme défenseur dévoué des libertés locales, il est considéré par Lin Colliard comme « le meilleur et le plus fécond écrivain valdôtain de l’époque »  et  Rosanna Gorris estime que  « le plus important auteur de la littérature valdôtaine du XVIIe siècle est sans doute Albert Bailly évêque d'Aoste » .

## Origine et formation
Antoine Philibert Albert Bailly nait le 1er mars 1605 à Grésy-sur-Aix en Savoie où il est baptisé. Il est le fils de Barthélémy Balli, du hameau de Barilloz, notaire et de son épouse Béatrix de Loziano. Il fait ses études de droit et de philosophie chez les Jésuites de Chambéry puis en 1629 gagne la cour de Turin où il entre à la Chancellerie et devient le secrétaire du prince héritier Victor-Amédée et de son épouse Christine de France. Las de la vie mondaine il entre comme novice à Thonon chez les Clercs réguliers de Saint-Paul  le 25 janvier 1632; il reçoit l'habit le 25 mars et fait sa profession solennelle le 2 octobre 1633.
Il quitte la cour de Savoie  et il est envoyé à Lescar dans la Béarn pour y faire ses études de théologie. C'est là qu'il devient diacre, puis est ordonné prêtre le 30 août 1635, et qu'il se fait remarquer lors de  ses controverses contre les Protestants locaux en 1643. Il est ensuite transféré à Paris où il devient le supérieur du couvent Saint-Eloy en 1647 et où il intervient aux chapitres généraux de 1650, 1653 et 1656. En même temps il remplit avec succès des missions pour le compte du gouvernement du duc Charles-Emmanuel II de Savoie et de sa mère la régente Christine depuis 1637.
En effet pendant cette période et à l'instigation du Secrétaire des États de Savoie, Guillaume-François Carron de Saint-Thomas, qu'il avait sans doute connu à Chambéry, il devient l'informateur et l'agent de « Madame Royale ». À cette époque il rencontre également Vaugelas et, amoureux de ses vers, il commence à en émailler l'immense correspondance, encore à ce jour en cours de publication.

## Épiscopat
À la suite d'une mission réussie à la cour de France il est « à la recommandation de Madame la Duchesse Christine » nommé à l'évêché d'Aoste afin de succéder à Philibert Milliet de Faverges arrivé à Aoste le 28 juin 1657 et transféré sur le siège d'Ivrée en septembre de l'année suivante. Albert Balliy  négocie encore l'union de Marguerite-Yolande de Savoie avec Ranuce II Farnèse duc de Parme et il est proclamé évêque d'Aoste le 13 janvier 1659. Il est consacré le 9 mars suivant par Giulio Cesare Barbera archevêque de Turin assisté de Paolo Vincenzo Roero évêque d'Asti et de Philibert Milliet de Faverges, évêque d'Ivrée, son prédécesseur. Il entre à Aoste venant de Turin le 19 mars.
Son long épiscopat de 32 ans est marqué par un rétablissement de la discipline dans son diocèse par le biais de visites pastorales, de conférences ecclésiastiques et de synodes diocésains. L'évêque doit faire face à un différend en 1670 avec la commune de Cogne, dont il portait traditionnellement le titre de Comte au sujet de ses droits sur les mines de fer. Le Sénat de Turin donne raison trois fois à l'évêque en 1670,1673,1676 mais finalement une conciliation intervient entre les parties le 26 octobre 1679.
Sous son épiscopat selon une lettre envoyée à Rome le 15 mai 1678, le diocèse d'Aoste comptait « 100.000 âmes » avec des paroisses de plus de « 2500 communiants ». Dans ce contexte trois nouvelles paroisse sont érigées : Gressoney-Saint-Jean séparée d'Issime en 1660, et en 1686 Champdepraz de Montjovet et  Gressoney-La-Trinité de Gressoney-Saint-Jean.
Albert Bailly est un écrivain et érudit qui s'illustre particulièrement dans l’éloquence : ses oraisons de Christine de France et de Françoise-Madeleine d'Orléans la première épouse de Charles-Emmanuel II de Savoie (1641) ainsi que le panégyrique  de ce duc prononcé à Aoste le 3 juillet 1675 et ses sermons révèlent sa vaste érudition comme en témoigne aussi le style de son discours sur « Les avantages de l'union de la langue italienne avec la lange française », prononcé à l'occasion de l'ouverture de l'Académie des sciences de Turin en 1678.
Après enquête sur la guérison miraculeuse en avril 1669 par l'intercession de Notre-Dame d'Oropa d'un certain Jacques Vallet de Champorcher Mons. Bally proclame le miracle le 18 juillet 1672. Il meurt le 3 avril 1691 et est inhumé dans la cathédrale le 5 du même mois

## L'intramontanisme
La notoriété moderne de Antoine-Philibert-Albert Bailly est liée à sa participation à l'élaboration de la théorie de l'« Intramontanisme » qu'il envisage du fait de la situation géographique de la Vallée d'Aoste située « dans les Alpes » par rapport au gallicanisme de la cour de France et à l'ultramontanisme de la Papauté.
Le pluralisme juridique et administratif caractérisant les États de Savoie au Moyen Âge s'était estompée, à la suite des réformes centralisatrices du XVIe siècle. Seule la Vallée d’Aoste avait conservé ses institutions autonomes propres, qu'elle avait renforcées notamment avec le Conseil des Commis. Elle avait de ce fait conscience de constituer une entité politique distincte, séparée de la Savoie et surtout, du Piémont, auquel le gouvernement transféré à Turin par Emmanuel-Philibert de Savoie depuis 1563 tend de plus en plus à l’assimiler. En 1661 le Pape Alexandre VIII  mettant en avant le financement de la lutte contre l'Empire ottoman veut assimiler le diocèse d'Aoste aux autres diocèses italiens soumis à une taxe extraordinaire d'un durée de 10 ans  pour le financement de la guerre menée par la république de Venise. Le clergé valdôtain, sous l'impulsion du prévôt de la cathédrale Jean-Nicolas Pascal († 1690), conteste vivement les lettres apostoliques réclamant cette contribution et rédige un libelle en langue française, dans lequel est affirmé que le diocèse d'Aoste n’est pas en Italie, car la langue du Pays n’est pas l’italien mais le français ; que l’Inquisition romaine n’y a jamais été admise, puisque le diocèse valdôtain est suffragant de la province ecclésiastique de Tarentaise et appartient donc à l’Église gallicane, dont il suit les rites et les coutumes
À son tour L’évêque Albert-Philibert Bailly rédige un mémoire en latin, adressé au trésorier de la Chambre apostolique et au nonce de Turin, dans lequel il explique, par des arguments géographiques, historiques, linguistiques et juridiques, que le duché d’Aoste est un État séparé tant du Piémont que de la Savoie, s’agissant d’un territoire « intramontain » : ducatum istum non esse citra neque ultra montes sed intra montes.  L’« intramontanisme » évoqué par Mgr Bailly n’est que la théorisation d’un principe mis en œuvre depuis le Moyen Âge par les princes de la maison de Savoie, qui dans leurs actes de chancellerie ont toujours reconnu les spécificités valdôtaines. Rome reconnait finalement le privilège du clergé d'Aoste et renonce à la perception de cette dîme. La Duchesse Régente Christine adresse à l'évêque le 23 novembre 1661 une lettre de satisfaction.
La prise de conscience du caractère « intramontain » de la Vallée d’Aoste, reprise par l’auteur de la Totius Vallis Augustæ compendiaria descriptio : Vallis Augusta… est provincia non ultra nec citra, sed intra… Alpium montes collocata, restera  vivante dans les siècles suivants, y compris quand les politiques centralisatrices successive de la monarchie sarde, puis italienne et de l'État fasciste, chercheront à annihiler les caractères identitaires propres de la Vallée d’Aoste et de son peuple.